# Акшокинский сельский округ (Карагандинская область)
Акшокинский сельский округ (каз. Ақшоқы ауылдық округі) — административная единица в составе Шетского района Карагандинской области Казахстана. Административный центр — село Кызылтау.
Население — 673 человека (2009; 889 в 1999; 1601 в 1989).
Название сельского округа восходит к селу Акшокы, которое было упразднено 14 декабря 2007 года.

## Состав
В состав округа входят следующие населённые пункты:
| Населённый пункт | Население, человек (1989) | Население, человек (1999) | Население, человек (2009) |
| ---------------- | ------------------------- | ------------------------- | ------------------------- |
| Акбауыр, село    | 467                       | 249                       | 219                       |
| Акшокы, село     | 128                       | 66                        | -                         |
| Кызылтау, село   | 1006                      | 640                       | 454                       |

### Зимовки
- с. Акшокы
  1. зимовка Кожа
  2. зимовка Сарыозек
  3. зимовка Тулкили
  4. зимовка Жансая
- с. Акбауыр
  1. зимовка Акбастау
  2. зимовка Заимка
  3. зимовка Курама[4]